# سعد بن سعيد الأنصاري
سعد بن سعيد بن قيس بن عمرو الأنصارى المدني تابعي، وأحد رواة الحديث النبوي. وأخو يحيى بن سعيد الأنصاري وعبد ربه بن سعيد الأنصاري، روى له البخاري في الأدب المفرد، وروى له الباقون.

## روايته للحديث النبوي
- روى عن: أنس بن مالك، والسائب بن يزِيد، وسَعِيد بْن مرجانة، وسُلَيْمان بْن مُحَمَّدِ بْنِ محمود، وعباس بْن سهل بْن سَعْد، وعروة بن الزبير، وعمارة بن غزية، وعمر بن ثابت الخزرجي، وعمر بن كثير بْن أفلح، وعَمْرو بْن أَبي عَمْرو مولى المطلب، والعلاء بن عبد الرحمن بن يعقوب، والقاسم بن محمد بن أبي بكر، ومحمد بن إبراهيم بن الحارث التيمي، ومحمد بن مسلم بن شهاب الزهري، ومعاذ بْن عَبد اللَّهِ بْن خبيب، وعمرة بنت عبد الرحمن.
- روى عنه: إسماعيل بن جعفر، والحسن بْن صَالِح بْن حي، وحفص بن غياث، وأبو أسامة حماد بْن أسامة، وداود بْن قَيْس الفراء، وداود بْن نصير الطائي، وروح بْن الْقَاسِم، وسفيان الثوري، وسفيان بن عيينة، وسليمان بن بلال، وشعبة بن الحجاج، وعبد الله بن عمر العمَري، وعبد الله بن المبارك، وعبد الله بن نمير، وعبد العزيز بْن مُحَمَّد الدَّراوَرْدِيّ، وعبد الملك بن عبد العزيز بن جريج، وعبدة بْن سُلَيْمان، وعُمَر بْن عَلِيٍّ المقدمي، وعمرو بن الحارث، والقاسم بْن عَبد اللَّهِ بْن عُمَر بْن عُمَر العُمَري، وقرة بْن عَبْد الرَّحْمَنِ، ومحاضر بْن المورع، ومحمد بْن أَبِي حُمَيْد الْمَدَنِيّ، وأبو معاوية الضرير، ومحمد بْن عَمْرو بْن عَلْقَمَة، وورقاء بْن عُمَر اليشكري، ويحيى بْن سَعِيد الأُمَوِي، وأخوه يحيى بن سعيد الأنصاري، وأبو بكر بن عبد الله بن أبي سبرة.[1]
- الجرح والتعديل: اختلف فيه المُحدثون لسوء حفظه، ذكره ابن حبان في كتاب الثقات وقال: «كان يُخطئ»، وقال أبو حاتم الرازي: «سَعْد بْن سَعِيد الأَنْصارِيّ مؤدي، يَعْنِي أنه: كَانَ لا يحفظ ويؤدي ما سمع»، وقال النسائي: «ليس بالقوي»، وقال أحمد بن حنبل: «ضعيف»، وقال يحيى بن معين: «صالح»، وقال ابن عدي: «لَهُ أحاديث صالحه تقرب من الاستقامة، ولا أرى بحديثه بأسًا بمقدار ما يرويه.».[1]